# Friedrich Neunhöffer
Friedrich Neunhöffer (* 1938) ist ein deutscher Politiker (FDP, Liberale Demokraten, SPD, Die Linke).
Neunhöffer trat Ende der 1950er Jahre in den Liberalen Studentenbund Deutschlands (LSD), dann in die Deutschen Jungdemokraten (DJD) und in die FDP ein. Von 1966 bis 1968 war er Mitglied im Bundesvorstand der DJD, 1972 wurde er Landesvorsitzender in Baden-Württemberg und war 1973–1974 DJD-Bundesvorsitzender als Nachfolger von Ingrid Matthäus-Maier. Er einigte damals einen zwischen parlamentarischer Reformpolitik und außerparlamentarischer Kapitalismuskritik zerrissenen Jugendverband.
Von 1971 bis 2019 war er Mitglied im Bezirksbeirat Stuttgart-Mitte. 1982 verließ er die FDP und war Mitgründer der Liberalen Demokraten. Später trat der SPD bei. Seit 2005 ist er Mitglied der Linkspartei. Neunhöffer war lange Jahre auch persönlich ein überzeugter Vertreter kapitalismuskritischer Positionen und Machtverhältnisse. Neunhöffer und seine Freunde leben seit den 70er Jahren in einer Wohnkooperative, die gemeinsames Eigentum und demokratische Teilhabe miteinander vereinbaren.